# Десел
Десел (на нидерландски: Dessel) е селище в Северна Белгия, окръг Тьорнхаут на провинция Антверпен. Намира се на 15 km югоизточно от град Тьорнхаут. Населението му е около 8770 души (2006).